# Delphinium tabatae
Delphinium tabatae là một loài thực vật có hoa trong họ Mao lương. Loài này được Tamura mô tả khoa học đầu tiên năm 1986.